# Lustgarten, Berlin

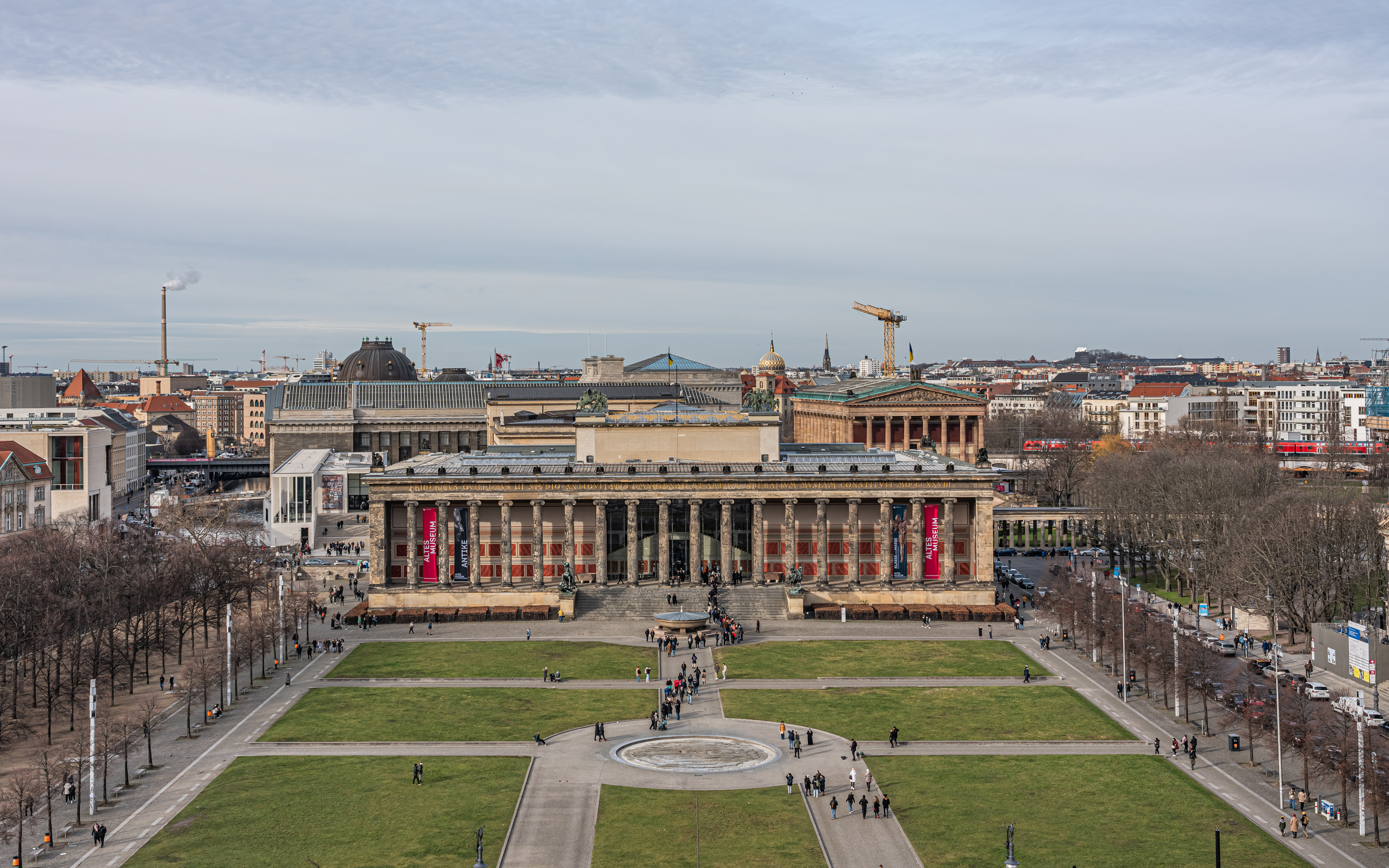
Lustgarten, vy mot Altes Museum.

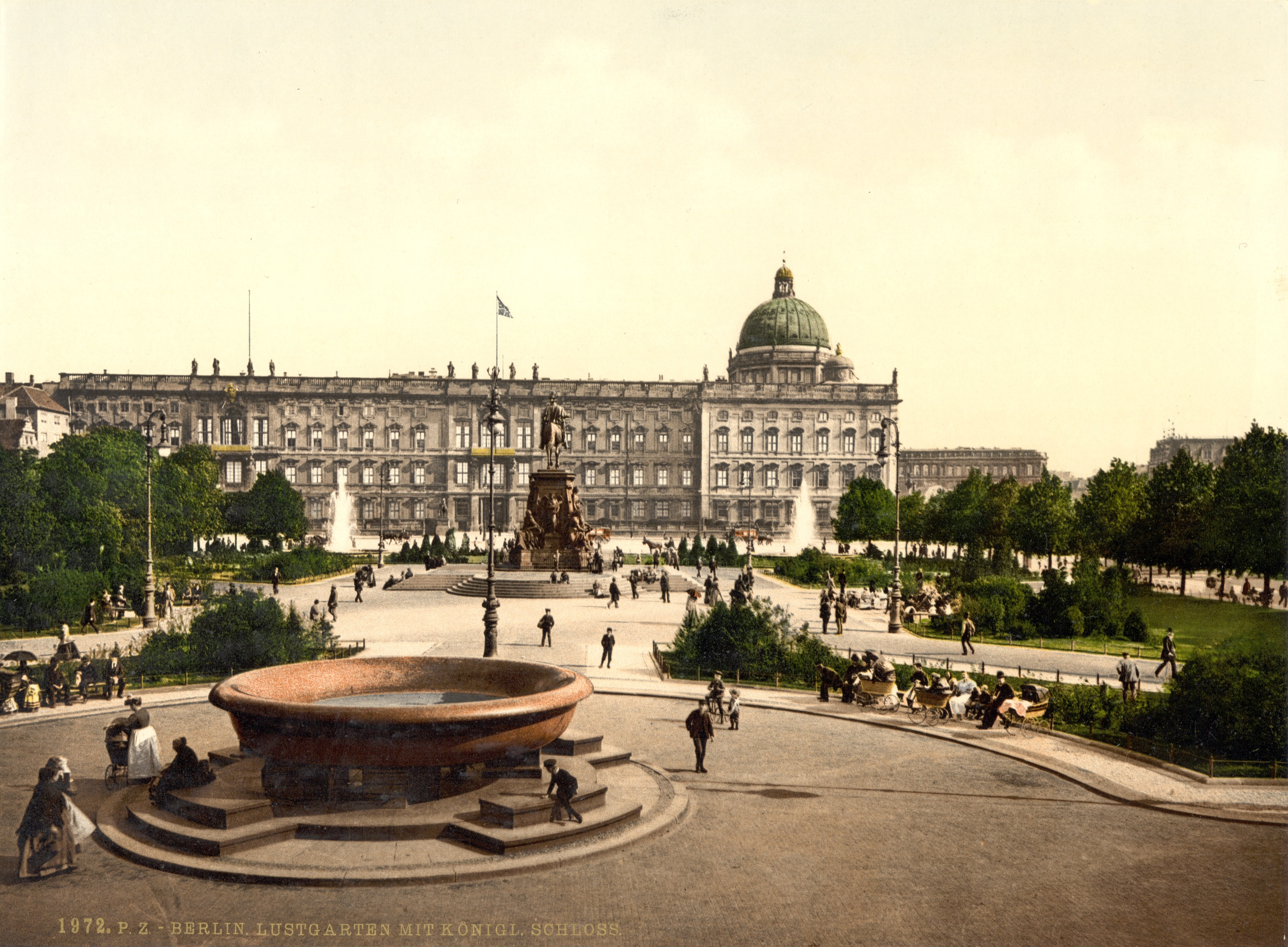
Lustgarten omkring år 1900, vy mot Berlins stadsslott.

Lustgarten är en två hektar stor park i centrala Berlin, belägen på Museumsinsel i stadsdelen Mitte. Vid parken ligger Berliner Dom i öster, Altes Museum i norr, Schlossplatz och det rekonstruerade Berlins stadsslott med Humboldt Forum i söder samt Spreekanalen i väster.
Trädgården på platsen anlades 1573 på order av kurfurst Johan Georg av Brandenburg, och fungerade då som slottets köksträdgård. Parkytan norr om slottet kom flera gånger att omgestaltas under följande sekler och gavs sin nuvarande inramning på 1820-talet i samband med Karl Friedrich Schinkels och Peter Joseph Lennés utformning av parkytan mellan slottet och Altes Museum. Under Weimarrepubliken användes platsen ofta för politiska möten av arbetarrörelsen och därefter av nazisterna, som lät stenlägga ytan till ett öppet torg. Parkens grönytor återställdes av landskapsarkitektfirman Loidl med inspiration från Schinkels ursprungliga planer 1998–1999, då parken fick sitt nuvarande utseende.
I parken framför Altes Museum finns sedan 1831 en granitskål med 6,91 meters diameter i ett enda stycke Karlshamnsgranit, tillverkad av en del från flyttblocket Grosser Markgrafenstein nära Rauen öster om Berlin. Skålen är världens största i sitt slag och sågs under 1800-talet som tekniskt underverk. Skålen var ursprungligen blankpolerad men har med tiden nötts av vittring och krigsskador, så att det idag finns synliga lagningar på flera ställen.
Den ryttarstaty av Fredrik Vilhelm III av Preussen som restes i Lustgarten 1863 skadades i andra världskriget och resterna monterades ned under DDR-tiden.